# Macrotarsipus africanus
Macrotarsipus africanus är en fjärilsart som beskrevs av William Beutenmüller 1899. Macrotarsipus africanus ingår i släktet Macrotarsipus och familjen glasvingar. Inga underarter finns listade i Catalogue of Life.